# Kento Kawata
Kento Kawata (川田 拳登 Kawata Kento?, nacido el 9 de julio de 1997 en Fukuoka) es un futbolista japonés que se desempeña como centrocampista.

## Trayectoria

### Clubes
| Club                | País  | Año    |
| ------------------- | ----- | ------ |
| Omiya Ardija        | Japón | 2016   |
| Thespakusatsu Gunma | Japón | 2017   |
| Tochigi SC          | Japón | 2017 - |

## Estadística de carrera

### J. League
| Club                | Año   | J. League | J. League | Copa J. League | Copa J. League | Total | Total |
| Club                | Año   | Part.     | Goles     | Part.          | Goles          | Part. | Goles |
| ------------------- | ----- | --------- | --------- | -------------- | -------------- | ----- | ----- |
| Omiya Ardija        | 2016  | 0         | 0         | 1              | 0              | 1     | 0     |
| Thespakusatsu Gunma | 2017  | 5         | 0         | -              | -              | 5     | 0     |
| Tochigi SC          | 2017  | 11        | 3         | -              | -              | 11    | 3     |
| Total               | Total | 16        | 3         | 1              | 0              | 17    | 3     |